# Umlaufgesichertes Geld
Umlaufgesichertes Geld ist ein Konzept der Freiwirtschaft. Es soll dafür sorgen, dass sich der Umlauf des freiwirtschaftlichen Geldes verstetigt. Diese Umlaufsicherung steht teilweise im Widerspruch zur Wertaufbewahrungsfunktion des Geldes.
Umlaufsicherung wird erreicht, indem die Kosten der Geldhaltung gegenüber konventionellem Geld erhöht sind. In der etablierten Volkswirtschaftslehre findet das Konzept allgemein kaum Beachtung.

## Prinzip

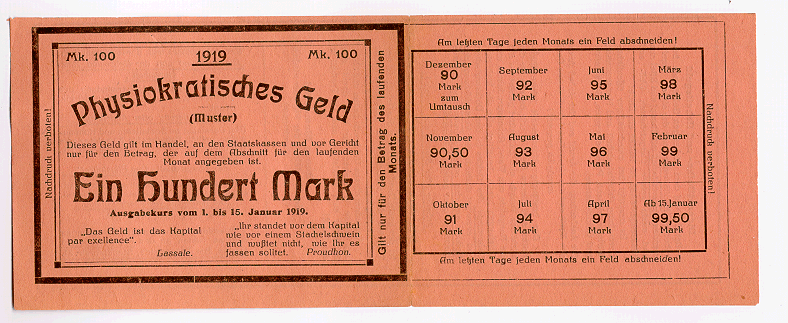
Physiokratisches Geld mit Entwertungsfeldern

Ziel ist es, den Wert von Geld in irgendeiner Form und Fassung gegenüber anderen Gütern zu reduzieren, um eine Investition des Geldvermögens anzuregen. Die Umlaufbesicherung versucht man dadurch herzustellen, dass planmäßig eine zeitabhängige Mengenminderung oder eine Kostenbelastung des Geldes vorgenommen wird.
Dabei soll die Geldmenge über den Preisindex gesteuert werden. Dadurch soll sich zugleich die Kaufkraft des Geldes stabil halten lassen. Es soll also unterschieden werden können zwischen einer Wertminderung des Geldes (des physischen Besitzes von Banknoten) und einer Wertminderung der Währung bzw. in dieser Währung ausgedrückte Geldwerte wie z. B. Schuldscheine.
Damit die Banknoten ständig im Umlauf bleiben und nicht gehortet werden, verlieren sie (nicht die Währung!) an Wert. Dieser Wertverlust wurde in Freigeld-Experimenten der Vergangenheit auf unterschiedliche Weise dokumentiert – so zum Beispiel durch Entwertungsmarken, die auf der Rückseite des Geldscheines von Zeit zu Zeit eingeklebt werden mussten, oder durch Ausschneiden eines Wertabschnitts (siehe Bild: Physiokratisches Geld).

## Geschichte

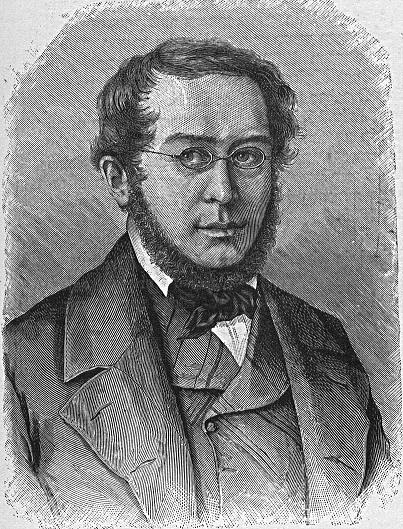
Pierre-Joseph Proudhon

Der französische Ökonom und Soziologe Pierre-Joseph Proudhon, einer der ersten Vertreter des Libertarismus, stellte bereits Mitte des 19. Jahrhunderts folgende Hypothese auf: Durch den Wertverfall von Waren und Gütern, von dem das Geld nicht betroffen sei, erhalte Geld ein Privileg und könne einen zusätzlichen Preis erzwingen. Dadurch würde der Geldbesitzer den Warenbesitzer schließlich ausbeuten. Proudhons Lösung für dieses Dilemma bestand darin, Waren dem verfallsfreien Geld durch Warenbanken gleichzusetzen. In diesen Warenbanken könnte ein Fahrradeigentümer beispielsweise ein Fahrrad anlegen und nach 20 Jahren ein nagelneues Fahrrad zurückerhalten, das gleichwertig wäre, und so durch verbesserten Tauschhandel dem Effekt des Warenzerfalls vorbeugen.

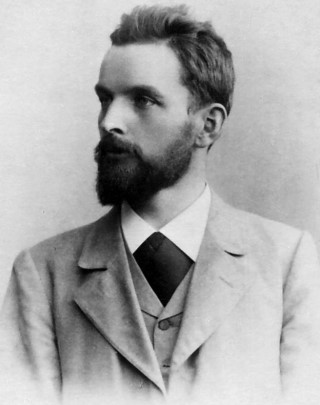
Silvio Gesell

Silvio Gesell griff die Idee des Unterschiedes zwischen Waren und Geld später auf. Anders als Proudhon lautete sein Vorschlag jedoch, die Diskrepanz zwischen Warenzerfall und Währungsstabilität nicht bei den Waren zu lösen, sondern stattdessen dem Geld selbst eine begrenzte Lebensdauer zu geben, indem also bei der Hortung von Geld eine Demurrage ähnlich den Durchhaltekosten bei der Hortung von Waren auftreten würden. So hat gehortetes Geld beispielsweise dadurch einen ökonomischen Vorteil, dass es Fluktuationen am Markt abwarten kann und entsprechend billig einkaufen oder selbst Marktfluktuationen erzeugen und künstlich Preise in die Höhe treiben kann, was Gesell als Spekulation bezeichnet.
Als Alternative für das Bretton-Woods-System, welches die Wechselkurse westlicher Währungen vom Ende des Zweiten Weltkriegs bis zum Zusammenbruch des Systems 1973 festlegte, schlug Keynes 1944 den Bancor vor, welcher als internationale zwischenstaatliche Verrechnungswährung ab einer gewissen Ansammlung mit einer Umlaufsicherung behaftet hätte sein sollen (ähnlich wie es die Europäische Zentralbank zurzeit praktiziert). Das Ziel des Bancors wäre gewesen, zum einen der Vormachtstellung des US-Dollars im Bretton-Woods-System vorzubeugen, und zum anderen durch die stetige Verkleinerung von Handelsüberschüssen bzw. Handelsdefiziten die Weltwirtschaft durch bessere Anreize zu stabilisieren.

### Beispiele von umlaufgesichertem Geld
Gesell führte in seinem Standardwerk Die Natürliche Wirtschaftsordnung und weiteren Schriften eine Reihe von historischen Beispielen an, die als umlaufgesicherte Währungen gelten können. Der volksökonomische und exemplarische Wert vieler dieser Beispiele ist aber umstritten.
Beispiele für derartige Geldsysteme mit Demurrage sind der „Korngiro“ im Ägypten des ersten Jahrhundert v. Chr. Im ptolemäischen Ägypten wurde Getreide als Geld verwendet, das in Speichern eingelagert wurde, wobei Tonscherben als Besitznachweis ausgegeben wurden. Diese wurden dann als Geld im Wirtschaftsleben verwendet. Das Getreide konnte man sich mit einem gewissen Verfalls- und Lagerabschlag pro Jahr wieder bei Bedarf abholen. Dieses System kam zwischen 322 und 30 v. Chr. auf. Nach der Eroberung Ägyptens durch die Römer wurde das römische Münzgeld eingeführt.
Im Mittelalter wurde in Europa von den lokalen Herrschern und Klöstern das Münzgeld (z. B. Brakteaten) in bestimmten Situationen durch „Münzverruf“ für ungültig erklärt und mit einem Abschlag gegen Neuprägungen umgetauscht. Diese Abstände variierten – von mehrfach jährlich bis zu alle 7 Jahre; bei den Abschlägen gab es Schwankungen zwischen etwa 15 % und 40 %. Die Differenz fiel jeweils an den Herrscher bzw. an das Kloster. Dies war hauptsächlich zwischen den Jahren 1075 und 1400 gebräuchlich. Aufgrund von Handhabungsproblemen mit der angewachsenen Geldmenge, dem Silberschmelzverlust beim Umprägen und auf Drängen von Kaufleuten, die ein dauerhaftes, weitreichendes Geld wollten, wurde die sogenannte „Münzverrufung“ aufgegeben und durch Handels- und Verbrauchssteuern ersetzt.

Rückseite des umlaufgesicherten Wörgl-Schwundgeldes

Nach der Entdeckung Amerikas floss wieder reichlich Silber und Gold über Spanien nach Europa und verursachte neuen monetären Wohlstand (aber auch Kriege), jedoch keine florierende Volkswirtschaft.

### Freiwirtschaftliche Deutung
Befürworter eines freiwirtschaftlichen Geldsystems mit Demurrage behaupten, dass während dieser Zeitperioden in beiden Wirtschaftsräumen große kulturelle Leistungen entstanden. Fast alle Kathedralbauten entstanden zu jener Zeit, Gold, Silber, Geld kam durch die Plünderungen der Kreuzzüge mit neuer Kontrolle des (Gewürz-)Fernhandels nach Europa. Nach der Änderung des Geldsystems soll es in beiden Fällen zu einem Niedergang gekommen sein. Freiwirtschaftler führen die Wirtschaftsblüte auf das Geldsystem zurück.

### Etablierte Deutung
Kritiker dieser Thesen der Freiwirtschaft bezweifeln den Einfluss und Umfang der Auswirkung dieses Geldsystems, die Münzverrufungen seien nur in 10 % des mittelalterlichen Deutschlands gebräuchlich gewesen. Ummünzungen waren schon zur Zeit der Antike z. B. beim Solidus üblich und auch notwendig, da insbesondere Gold- und Silbergeld durch den Gebrauch und im Mittelalter durch Kipper und Wipper an Münzgewicht mit der Zeit verloren. Die Kathedralbauten seien durch die Templerorden finanziert worden. Der Niedergang im Mittelalter wurde allerdings auch durch den Abfluss des Silbers in den Orient aufgrund des Gewürz- und Weihrauchhandels verursacht. Deutlich verstärkt wurde dieser Abfluss noch durch die Arbitragegeschäfte der Venezianer (Silber gegen Gold). Der Schwazer Silberbergbau in Tirol brachte ab 1450 eine gewisse Erleichterung (7.400 Knappen, zweitgrößte Stadt im Habsburgerreich). Paul C. Martin spricht deshalb auch von einem Brakteatenmärchen.

### Guernsey-Experiment von 1815
Im Jahre 1815 gab es auf der britischen Kanalinsel Guernsey ein Geldexperiment. Die Folgen der Napoleonischen Kriege machten sich in ganz Europa bemerkbar, auch auf dieser Insel. Die Inselbewohner produzierten Lebensmittel weit über den Eigenbedarf hinaus, doch die eingetriebenen Steuern und Zinszahlungen an Londoner Banken brachten den Zahlungsverkehr schließlich ganz zum Erliegen. Der in dieser Zeit amtierende Gouverneur von Guernsey, Daniel de Lisle Brock, schlug den Bau einer Markthalle für 4.000 Pfund Sterling vor, die der Wirtschaft neuen Auftrieb geben würde. Diese 4.000 Pfund sollten einfach selber gedruckt und als eine Art Zweitwährung im Umlauf gebracht werden. Nach fünf Jahren hatte sich die Halle voll amortisiert, das heißt, sie hatte ihre Abschreibungen voll verdient und die 4000 Pfund, die inzwischen auf der ganzen Insel in Umlauf gewesen waren und Umsätze aller Art bewirkt hatten, standen dem Investor der Markthalle wieder vollständig bar zur Verfügung, wurden nicht mehr benötigt und verbrannt. Nach diesem Prinzip wurden so nacheinander mehrere Bauvorhaben mit selbstgedrucktem und später wieder vernichtetem Geld verwirklicht. Jedoch kam bis 1835 durch den Eingriff fremder Banken und eine reduzierte Geldmenge die Geldwirtschaft wieder zum Erliegen. Manche Anhänger der Freiwirtschaft, darunter Hermann Benjes, betrachten das „Mirakel von Guernsey“ als Vorläufer umlaufgesicherten Geldes nach Silvio Gesell, der einen Artikel über das Experiment schrieb.

### Umlaufgesichertes Geld in der Neuzeit und Gegenwart
In der Neuzeit wurden einige Projekte mit umlaufgesichertem Geld unternommen, z. B. das WÄRA-Experiment von Schwanenkirchen (1929/1930). Als erfolgreiches lokales Freigeldexperiment gilt das von Michael Unterguggenberger, dem Bürgermeister der Tiroler Stadt Wörgl, initiierte Projekt von 1932/33, das auch als Wunder von Wörgl rezipiert wurde.
Eine Vielzahl historischer und aktueller Aktivitäten rund um Regiogeld wird von dem in Wörgl residierenden Unterguggenberger Institut beobachtet und zusammengetragen. Insbesondere unter den Regionalgeldinitiativen, die im deutschsprachigen Raum im Verband Regiogeld e. V. vernetzt sind, gibt es viele, die auf dem Prinzip der Umlaufsicherung basieren. Das aktuell bekannteste Beispiel ist das Freigeld Chiemgauer.
Das erfolglose Kryptogeld Freicoin, das die Technologie des Bitcoin nutze, sieht zusätzlich eine eingebaute Umlaufsicherung vor.
Für eine Einführung von umlaufgesichertem Geld engagiert sich auch die Initiative für Natürliche Wirtschaftsordnung (INWO).
Die Einführung von umlaufgesichertem Geld in Deutschland fordert auf politischem Wege die Humanwirtschaftspartei.
Eine literarische Bearbeitung des Freigeldthemas findet sich in Michael Endes Roman Momo.
Über die 2011 gegründeten sogenannten BGE-Kreise wird u. a. durch Umlaufsicherung ein bedingungsloses Grundeinkommen real ermöglicht. Weitere Merkmale sind die Vernetzung der im Grundsatz regional wirtschaftenden Kreise, die vollständige Transparenz der Kontostände innerhalb der regionalen Kreise und ein eBay-ähnlicher Marktplatz.

## Rezeption
Rahim Taghizadegan, ein Anhänger der Österreichischen Schule der Volkswirtschaftslehre, vertrat 2008 die Auffassung, eine höhere Umlaufsgeschwindigkeit des Geldes reiche nicht aus, um den allgemeinen Wohlstand zu erhöhen. Eine Gruppe von Menschen könne nicht allein dadurch ihren Wohlstand erhöhen, indem sie eine Münze mit zunehmender Geschwindigkeit im Kreis laufen lasse. Freiwirtschaftler konzentrierten sich zu sehr auf den Konsum – dieser habe mit wachsendem Wohlstand jedoch nichts zu tun, er sei Ziel und nicht Ursache der Wohlstandsmehrung.